# São João da Boa Vista (microregio)
São João da Boa Vista is een van de 63 microregio's van de Braziliaanse deelstaat São Paulo. Zij ligt in de mesoregio Campinas en grenst aan de microregio's Pirassununga, Amparo, Batatais, Ribeirão Preto, Poços de Caldas (MG), São Sebastião do Paraíso (MG). De microregio heeft een oppervlakte van ca. 5.429 km². In 2006 werd het inwoneraantal geschat op 445.533.
Veertien gemeenten behoren tot deze microregio:
- Águas da Prata
- Caconde
- Casa Branca
- Divinolândia
- Espírito Santo do Pinhal
- Itobi
- Mococa
- Santo Antônio do Jardim
- São João da Boa Vista
- São José do Rio Pardo
- São Sebastião da Grama
- Tambaú
- Tapiratiba
- Vargem Grande do Sul

Mesoregio's: Araçatuba · Araraquara · Assis · Bauru · Campinas · Itapetininga · Litoral Sul Paulista · Macro Metropolitana Paulista · Marília · Metropolitana de São Paulo · Piracicaba · Presidente Prudente · Ribeirão Preto · São José do Rio Preto · Vale do Paraíba Paulista

Microregio's: Adamantina · Amparo · Andradina · Araçatuba · Araraquara · Assis · Auriflama · Avaré · Bananal · Barretos · Batatais · Bauru · Birigui · Botucatu · Bragança Paulista · Campinas · Campos do Jordão · Capão Bonito · Caraguatatuba · Catanduva · Dracena · Fernandópolis · Franca · Franco da Rocha · Guaratinguetá · Guarulhos · Itanhaém · Itapecerica da Serra · Itapetininga · Itapeva · Ituverava · Jaboticabal · Jales · Jaú · Jundiaí · Limeira · Lins · Marília · Mogi das Cruzes · Mogi-Mirim · Nhandeara · Novo Horizonte · Osasco · Ourinhos · Paraibuna e Paraitinga · Piedade · Piracicaba · Pirassununga · Presidente Prudente · Registro · Ribeirão Preto · Rio Claro · Santos · São Carlos · São João da Boa Vista · São Joaquim da Barra · São José do Rio Preto · São José dos Campos · São Paulo · Sorocaba · Tatuí · Tupã · Votuporanga